# Saint-Laurent (Jersey)
Pour les articles homonymes, voir Saint-Laurent.
Saint-Laurent (St Louothains en jersiais) est l’une des douze paroisses de Jersey dans les îles de la Manche. D’une superficie de 5 258 vergées (soit 9,5 km2), la paroisse occupe le centre de l'île.

## Musées
Une ferme restaurée abrite le Musée de la vie rurale d’Hamptonne. Un verger préserve des variétés indigènes de pommes cidricoles de Jersey. Le preinseu (pressoir à cidre) est le centre du festival annuel Faîs'sie de d'cidre (fabrication de cidre) à l’aide de méthodes et d’équipement traditionnels.
La plupart du feuilleton d’ITV Under the Greenwood Tree y a été filmé.
Les tunnels de la Seconde Guerre mondiale de Jersey sont une relique importante des travaux de technologie entrepris par les forces d’occupation allemandes de 1940 à 1945. Elles servent également de mémorial aux nombreux prisonniers forcés de travailler sur de tels projets sous les Nazis.

## Vingtaines
La paroisse de Saint-Laurent est administrativement divisée en cinq vingtaines, comme suit :
- La vingtaine de la Vallée (La Vîngtaine d'la Vallée en jersiais) ;
- La vingtaine du Coin Hatain (La Vîngtaine du Coin Hâtain en jersiais)  ;
- La vingtaine du Coin Motier (La Vîngtaine du Coin Motier en jersiais), motier provient du latin monasterium, ce qui indique soit la présence ancienne d'un monastère, soit qu'un monastère, peut-être celui de Sainte-Marie (le « monastère brûlé »), possédait des terres à Saint-Laurent ;
- La vingtaine du Coin Tourgis Nord (La Vîngtaine du Coin Tourgis Nord en jersiais) ;
- La vingtaine du Coin Tourgis Sud La Vîngtaine du Coin Tourgis Sud en jersiais).

Saint Laurent forme un district électoral et élit deux députés.

## Démographie
En 2011, la paroisse a 5 418 habitants. 
| 4561                     | 4773 | 4702 |
| Statistiques depuis 1991 |      |      |

## Galerie

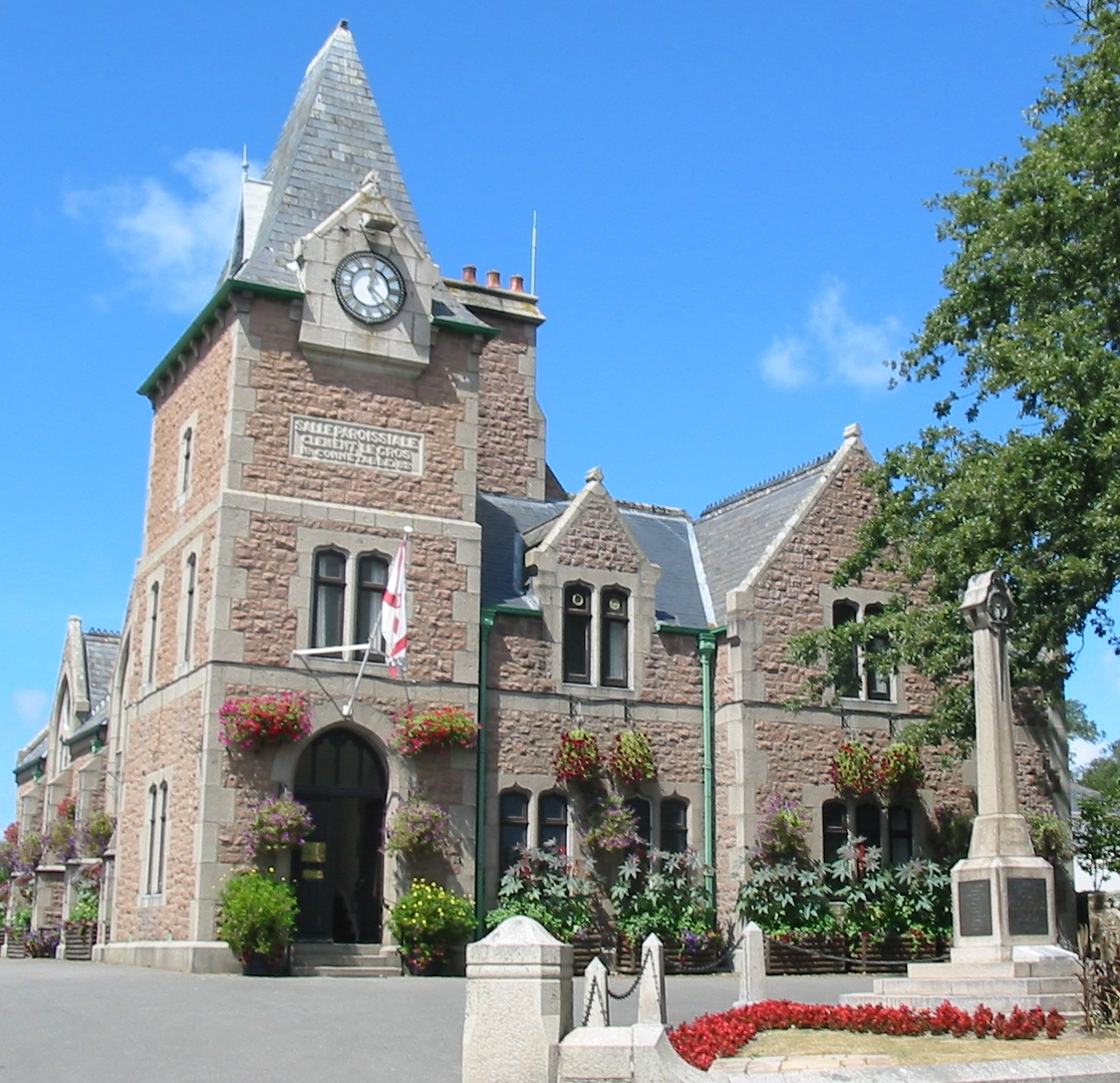
Salle paroissiale de St Laurent
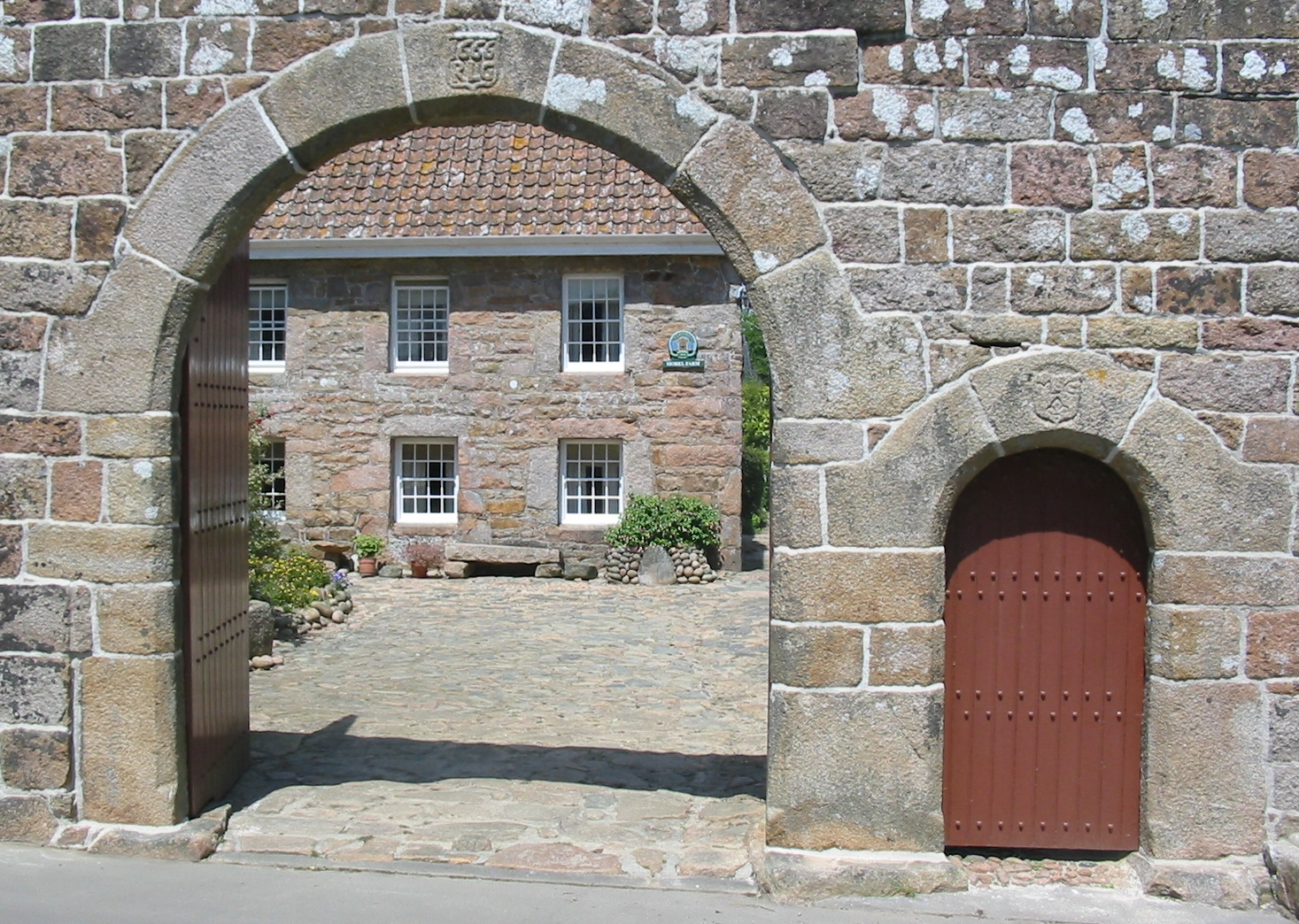
L’entrée en forme d’arche de la ferme Morel, propriété du National Trust for Jersey à Saint-Laurent, portant la date 1666 . Avec Hamptonne et la chaumière du Rât, elle constitue l’un des exemples notables de l’architecture rurale dans la paroisse
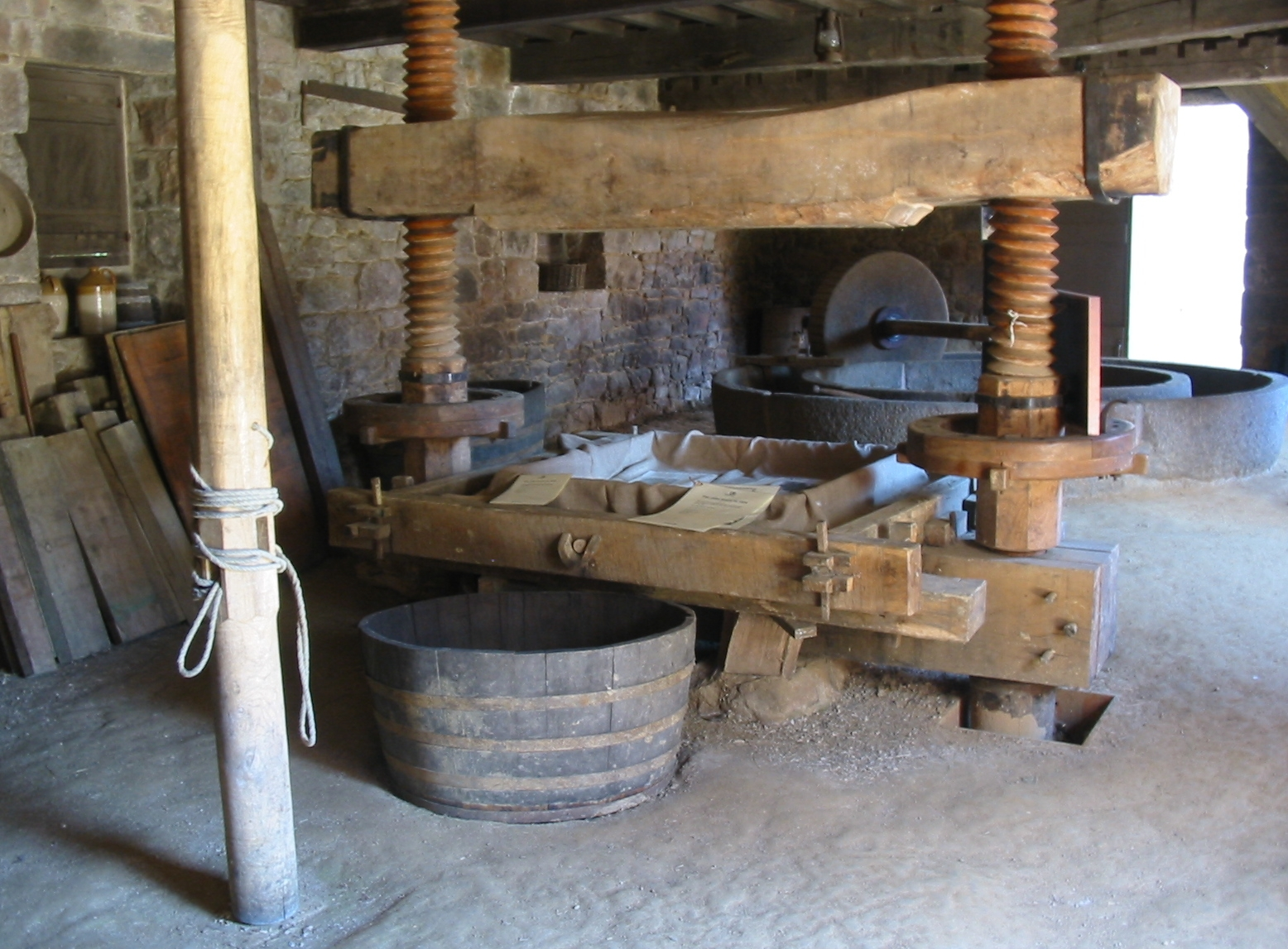
Les traditions de fabrication du cidre sont préservés à Hamptonne à l'aide d’un broyeur de pommes hippomobile en granit et d’un pressoir à deux vis en bois